# Walter Andreas Angerer

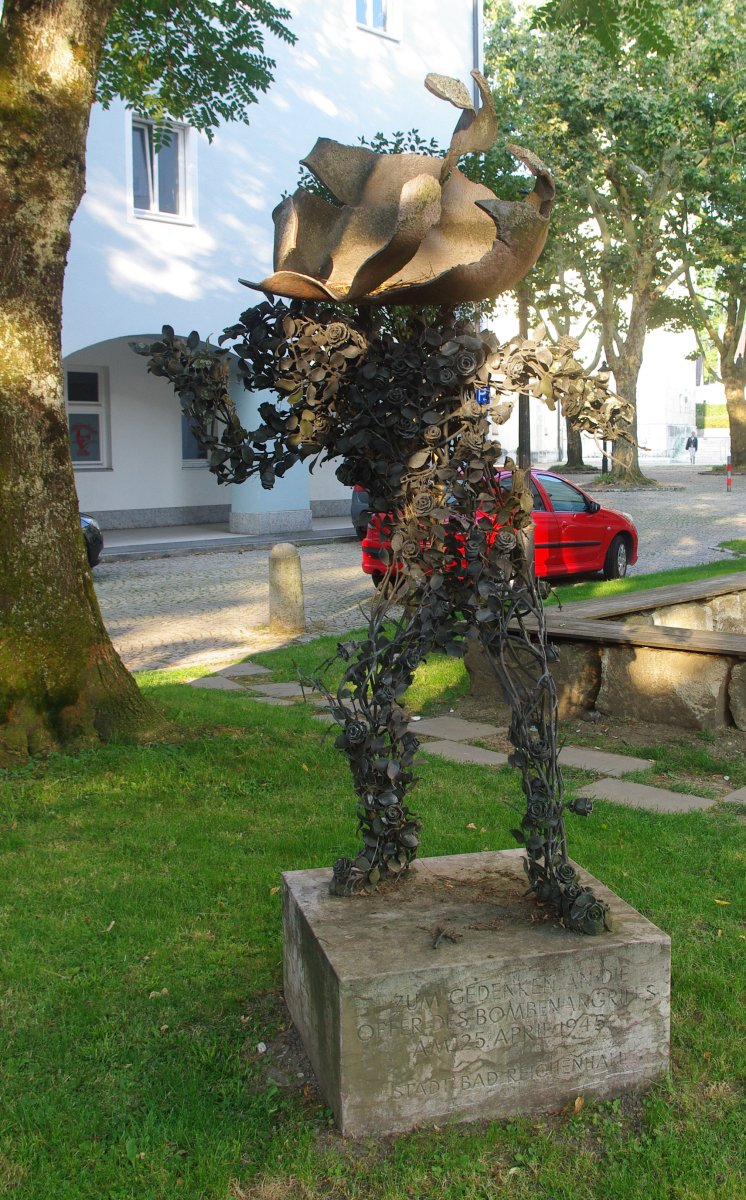
Denkmal in der Salinenstraße in Bad Reichenhall für die Opfer des Luftangriffs

Walter Andreas Angerer (auch bekannt als Angerer der Jüngere, * 21. März 1940 in Bad Reichenhall) ist ein deutscher Kunstmaler und Komponist. Er ist der Bruder des Architekten und Malers Ludwig Valentin Angerer. 

## Leben und Werk
Angerer studierte in London und München und schloss mit dem Magister artium ab. 
Seit vielen Jahrzehnten ist er national und international bei vielen Ausstellungen vertreten und ist vor allem wegen seiner Vielseitigkeit bekannt, die von Fraßbildern bis zu naturbedingtem, aber auch technisch erzeugtem Shadow-Painting reicht. Er gilt wie sein Bruder als Vertreter eines phantastischen Realismus.
2000 wurde ihm der Oberbayerische Kulturpreis des Bezirks Oberbayern verliehen. Außerdem erhielt er den Kulturpreis der Stadt Bad Reichenhall.
2005 schuf er ein Porträt von Papst Benedikt XVI. in einem limitierten Siebdruck für die Stadt Traunstein. Das Originalgemälde wurde dem Papst während der Generalaudienz am 7. September 2005 von einer Traunsteiner Delegation mit Landrat Hermann Steinmaßl und Stadtpfarrer Sebastian Heindl persönlich überreicht. Auch sein Porträt von Hans Pfitzner 2003 anlässlich des Pfitzner-Jubiläumsjahres hat eine große Resonanz gefunden. Angerer lebt in Siegsdorf.

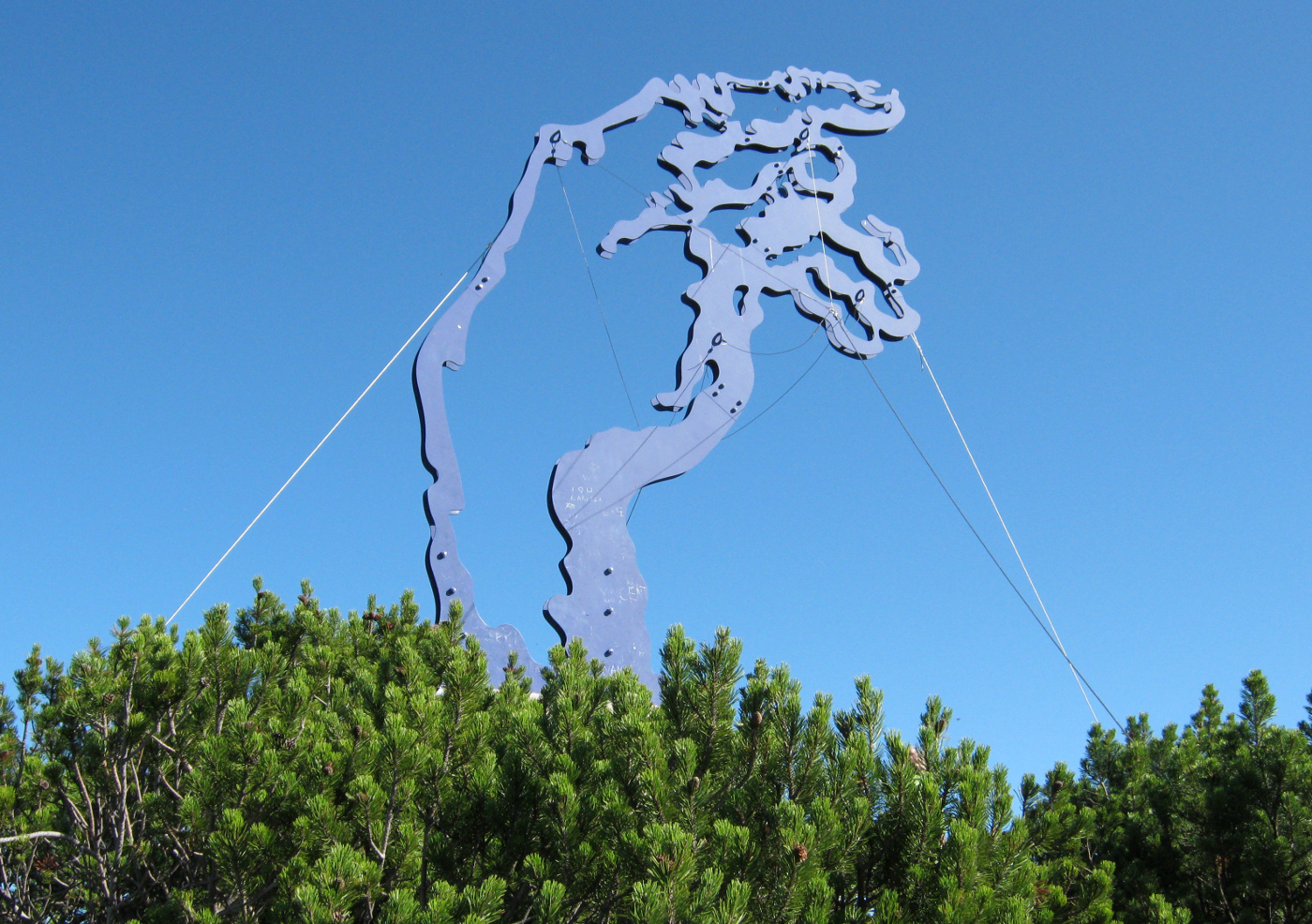
Fraßbild Adams Hand

Für den Gipfelpfad auf dem Ruhpoldinger Rauschberg schuf er viele riesige Skulpturen, darunter Adams Hand sowie das Porträt eines Komponisten und einen tanzenden Berggeist. Alle sind als Fraßbild gestaltet, auf hohe Ständer gestellt und überragen den Bewuchs deutlich. Im Wartebereich der Bergstation der Rauschbergbahn finden sich weitere Werke von Angerer dem Jüngeren wie ein bunt bemalter Fraßstock (eine Säule einer Almhütte von etwa 1885). Auch Aquarelle von ihm sind hier zu sehen. Als Gründervater und langjähriger Dozent an der Bad Reichenhaller Kunstakademie/Sommerakademie lehrte er unter anderem Porträtmalerei neben bekannten Künstlern wie Markus Lüpertz, Peter Casagrande und seinem damaligen Assistenten Stefan Birkel.

## Diskographie
- Die Quellenbaumusik. Symphonischer Zyklus in fünf Sätzen für Orchester und Orgel op. 50. Programmmusik, angeregt durch die Alte Saline in Bad Reichenhall (CD) 1994.

## Ehrungen
Angerer wurde 2000 mit dem Oberbayerischen Kulturpreis des Bezirks Oberbayern ausgezeichnet.